# 알렉스 스트레인지러브
《알렉스 스트레인지러브》(영어: Alex Strangelove)는 미국에서 제작된 크레이그 존슨 감독의 2018년 로맨틱 코미디 영화이다. 대니얼 도니 등이 출연하였다.
2018년 4월 14일 샌프란시스코 국제 영화제에서 전 세계 최초로 상영되었으며, 2018년 6월 8일 넷플릭스에서 공개되었다.

## 출연
- 대니얼 도니
- 앤토니오 마치알레이
- 매들린 와인스틴
- 대니얼 졸가드리
- 프레드 헤킨저
- 에이든 메이어리
- 캐스린 어비
- 조애나 P. 애들러
- 이저벨라 어마라